# مارك ر. كريستنسن
مارك ر. كريستنسن (بالإنجليزية: Mark R. Christensen)‏ هو سياسي أمريكي، ولد في 1 يوليو 1962 في الولايات المتحدة. حزبياً، نشط في الحزب الجمهوري.